# UNPROFOR
La Força de protecció de les Nacions Unides, UNPROFOR, eren les principals tropes de les Nacions Unides pel manteniment de la pau a Croàcia i a Bòsnia i Hercegovina durant les guerres iugoslaves. El seu servei va tenir lloc entre el febrer de 1992 i el març de 1995.
L'UNPROFOR estava compost per gairebé 39.000 efectius, 320 dels quals van ser morts en servei, dels següents països per ordre alfabètic: Argentina, Bangladesh, Bèlgica, Brasil, Canadà, Colòmbia, Dinamarca, Egipte, Espanya, Eslovàquia, Estats Units, Federació Russa, Finlàndia, França, Ghana, Índia, Indonèsia, Irlanda, Itàlia, Jordània, Kenya, Lituània, Malàisia, Nepal, Nova Zelanda, Nigèria, Noruega, Països Baixos, Pakistan, Polònia, Portugal, Regne Unit, República Txeca, Suècia, Suïssa, Tunísia, Turquia, Ucraïna i Veneçuela.
Els comandants de l'UNPROFOR van ser:
- General Satish Nambiar (Índia, març del 1992 - març del 1993)
- General Lars-Eric Wahlgren (Suècia, març de 1993 - juny del 1993)
- General Jean Cot (França, juny del 1993 - març del 1994)
- General Bertrand de Sauville de La Presle (França, març del 1994)

Principals oficials:
- General Lewis MacKenzie (Canadà - Sector Sarajevo 1992)
- General Philippe Morillon (França, octubre del 1992 - juliol del 1993)
- General Bernard Janvier (França)
- General Francis Briquemont (Bèlgica, ? - 17 de gener del 1994)
- General Michael Rose (Regne Unit, 17 de gener del 1994 - 25 de febrer del 1995)
- General Rupert Smith (Regne Unit, 25 de febrer del 1995)